# Јован Куркуас (катепан)
Јован Куркуас или Коуркоуас ( грч. Ἰωάννης Κουρκούας   ) је био византијски катепан Италије од 1008–1010.
Јован који припада породици Куркуас јерменског порекла.  Према даровници манастиру Сан Ђовани у Ламису, носио је титуле anthypatos и patrikios .  Куркуас је стигао у Бари у мају 1008.  као замена за Алексија Ксифијаса  који је умро негде између априла и августа претходне године.  Служио је као катепан Италије све до неког времена пре марта 1010. године, када је његов наследник, Василије Месардонитис, потврђен на функцији.   Према италијанским хроникама Лупус Протоспатхариус и Анонимус Баренсис, умро је на функцији 1010.  
О његовом мандату се не зна ништа, јер једине информације о њему потичу из дела које су потврдили његови наследници и кратких референци у италијанским изворима.   Јованова влада се поклопила са првом побуном Лангобарда у грчкој Апулији, под Мелусом од Барија . 
Могући потомак или рођак, нотар Јован Куркуас, посведочен је у јужној Италији нешто пре 1054. године 